# Hyrtios collectrix
Hyrtios collectrix är en svampdjursart som först beskrevs av Schulze 1879.  Hyrtios collectrix ingår i släktet Hyrtios och familjen Thorectidae. Inga underarter finns listade i Catalogue of Life.